# Haus der Bundespressekonferenz

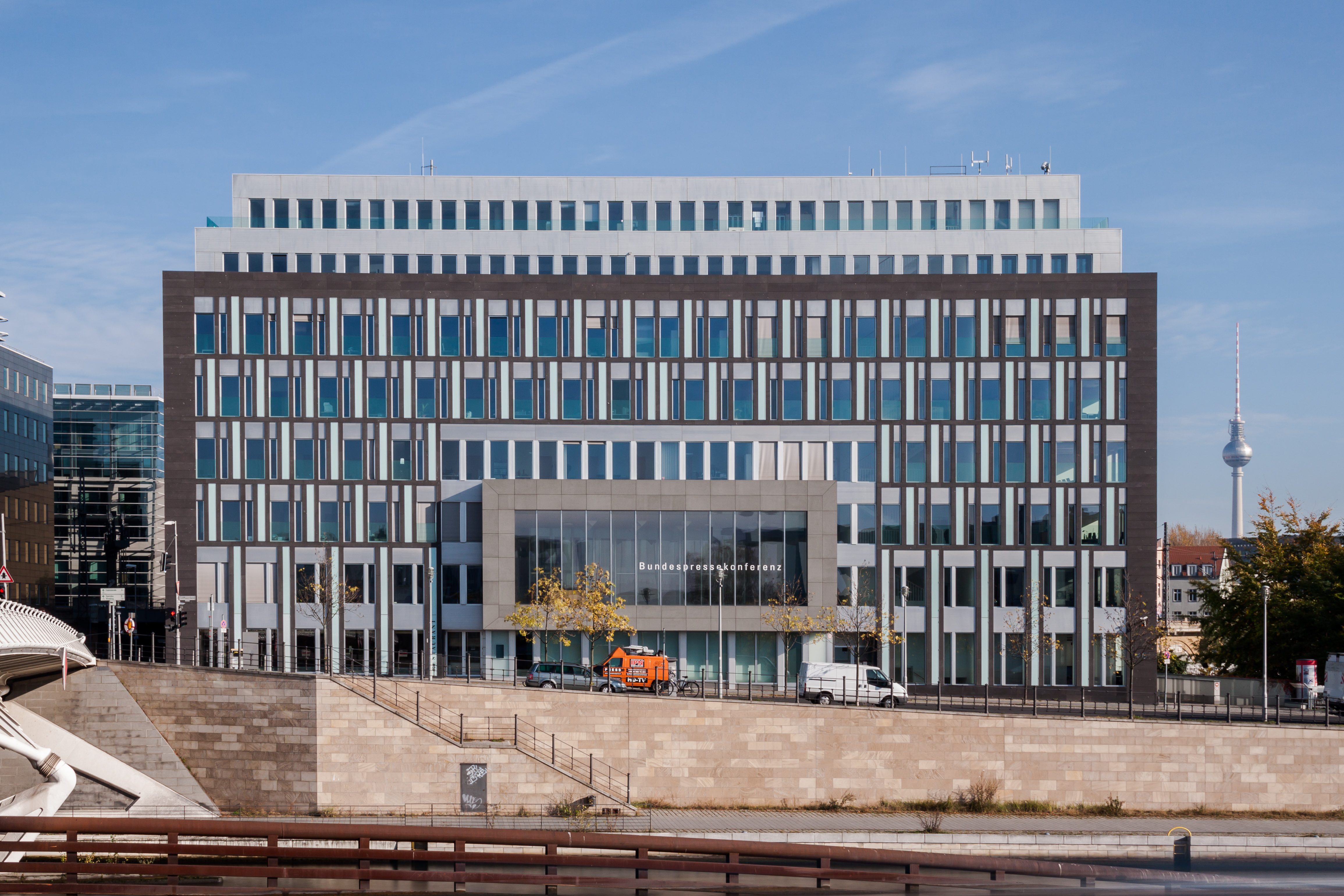
Das Haus der Bundespressekonferenz in Berlin-Mitte

Das Haus der Bundespressekonferenz ist ein Geschäftsgebäude im Berliner Ortsteil Mitte und ist Sitz des gleichnamigen Vereins Bundespressekonferenz e. V.
Das Haus wurde am 8. Mai 2000 eingeweiht und liegt an der Kronprinzenbrücke gegenüber den Parlamentsbauten im Spreebogen und hat die Adresse Schiffbauerdamm 40. Es wurde nach Plänen der Architekten Nalbach + Nalbach errichtet. Der mit einem Glasdach überspannte Innenhof fungiert als Lobby des über eine große Freitreppe zu erreichenden Pressesaals mit seinem charakteristischen, aus der Fassade ragenden großen Panoramafenster. 
Das Gebäude ist mit moderner Kommunikationstechnik ausgestattet. Es beherbergt auch die im Verein Bundespressekonferenz organisierten Politikberichterstatter, vornehmlich von Printmedien. 
Im Erdgeschoss des Hauses befindet sich auch ein Tagungszentrum mit mehreren Veranstaltungsräumen. Dieser Bereich gehört nicht zur Bundespressekonferenz und kann gemietet werden. Ein Bistro im Erdgeschoss ist auch für die Öffentlichkeit zugänglich.

## Früherer Sitz der Bundespressekonferenz
In Bonn war die Bundespressekonferenz im sechsgeschossigen Pressehaus im Tulpenfeld untergebracht. In dem sich angliedernden, an beiden Längsseiten verglasten Saal wurden die Konferenzen vom 27. Oktober 1967 bis zum 4. August 1999 abgehalten. Erkennungszeichen der Bundespressekonferenz war dort eine meterhohe, mit Quadraten versehene Palisanderwand.